# Шатноа (Сена и Марна)
Шатноа (фр. Châtenoy) је насељено место у Француској у региону Париски регион, у департману Сена и Марна.
По подацима из 2011. године у општини је живело 155 становника, а густина насељености је износила 31,83 становника/km².

## Демографија
| 1962. | 1968. | 1975. | 1982. | 1990. | 2011. |
| ----- | ----- | ----- | ----- | ----- | ----- |
| 151   | 135   | 129   | 122   | 100   | 155   |